# 紅米6 Pro
紅米6 Pro是小米科技於2018年6月25日發表的智能手機。採用高通驍龍625處理器、5.84吋2280×1080 FHD+螢幕、3GB／4GB記憶體、32GB／64GB儲存空間、Android 8.1（MIUI 9）。

## 外部連結
- （简体中文）紅米6 Pro中國大陸 （页面存档备份，存于）